# Toma de Miraflores
La Toma de Miraflores fue un ataque realizado por las Fuerzas Armadas Revolucionarias de Colombia - Ejército del Pueblo el 3 de agosto de 1998 contra una base antinarcóticos de la Policía Nacional de Colombia y un batallón del Ejército Nacional de Colombia. La base antinarcóticos de Miraflores, localizada en una zona comercial de la población del mismo nombre en el departamento de Guaviare, era el principal centro de la lucha antidrogas en Colombia.
El ataque fue considerado por medios como El Espectador, como un "golpe certero al corazón de la Policía y del Ejército y un triunfo para las FARC-EP". Según El Espectador, con la arremetida a Miraflores quedó establecido que la guerrilla también intentaba defender el negocio del narcotráfico.

## El Ataque
Cuando apenas faltaban 4 días para la posesión del nuevo presidente de Colombia Andrés Pastrana Arango el Bloque Oriental de las FARC-EP lanzó un ataque, en desarrollo de "la ofensiva de Despedida" contra el gobierno de Ernesto Samper, la cual se venía gestando desde finales de 1997 e inicios de 1998 con los hechos de Patascoy y El Billar respectivamente y como parte también de la ofensiva de toma de territorio que había iniciado desde los sucesos de Las Delicias en 1996, y que adicionalmente continuaron con las tomas de Mitú (Vaupés), Puerto Rico (Meta), Cucutilla(Norte de Santander), Chiscas(Boyacá). El mismo día y bajo el mismo parámetro establecido, el Bloque Noroccidental, que se había reorganizado desde el Cañón de la Llorona en la región del Urabá, lanzó su ofensiva en Paravando (Antioquia) y posteriormente continuaría su escalada en Tamborales (Choco), en el Nudo de Paramillo(Córdoba), en Nariño(Antioquia), Juradó(Chocó) y Pueblo Rico (Risaralda).
La Operación "Comandante Jacobo Arenas estamos cumpliendo", como fue denominada por los insurgentes, y dirigida por el Mono Jojoy, líder del Bloque Oriental, había sido propuesta al secretariado hace un mes. Y fue aprobada porque todos sabían lo difícil que sería la entrada de refuerzos a la base y, además, porque se conocían por labores de inteligencia los túneles, armamento, trincheras y ubicación estratégica de los uniformados. Quince días antes de la toma el bloque empezó a movilizar a sus frentes para el ataque desde los departamentos del Meta, Caquetá, Vaupés, Boyacá, Huila y Cundinamarca para reunir unos 1000 hombres en total.
Cerca de 200 guerrilleros que se desplazaron sin ser detectados por el río Vaupés, entraron a las 7 de la noche del lunes 3 de agosto en la población de Miraflores, mientras de forma paralela otras columnas insurgentes comenzaban a avanzar desde la selva hacia la base del Ejército, donde estaba acuartelada la compañía Águila del Batallón de infantería No 19 Joaquín París, con unos 110 efectivos. Un pelotón y el comando de la compañía al mando del capitán William Rubio estaba en el puesto de mando, mientras otras unidades se encontraban patrullando el perímetro exterior. Sin embargo el objetivo central de la operación, era el fortín antinarcóticos de la Policía, defendido por 70 uniformados al mando del teniente William Donato Gómez. De manera que el primer choque se dio a las afueras del caserío, cuando los guerrilleros se encontraron de frente con los cerca de 70 soldados regulares desplazados a ese sector días antes de la toma.
Esto relato el soldado regular Pablo Arturo Chaparro:
“A 70 de la compañía nos habían sacado días antes de la base porque dijeron que se iban a meter por túneles, como en La Picota. Íbamos a armar los cambuches cuando mi teniente Bermeo se encontró a un hombre y fue a investigarlo. Cuando llegaron le pidieron el código y él les respondió: Qué código ni qué H.P. Y se formó la plomacera. Era pura guerrilla. Nos lanzaban de todo. Bala y más bala. Granadas y bombas. Eran las 6:30 del lunes. La escuadra de nosotros quedó en la mitad. De frente nos disparaban los guerrilleros y por detrás la contraguerrilla también daba bala. No podíamos ni levantar la cabeza.
Tras la sorpresa inicial y flanqueada por todos los costados, la unidad militar se dislocó después de varias horas de ataque y mientras unos militares eran capturados ya casi sin municiones otros escaparon entre la maleza.

## La toma de las bases
A partir de las 10 de la noche con la llegada del grueso de la artillería artesanal (cilindros bomba) inició el asalto masivo sobre las bases del Gobierno, que fueron castigadas con toda clase de armamento pesado como rockets, granadas, morteros y decenas de pipetas de gas cargadas con explosivos. Grupos especiales de ocho hombres, con solo una pistola al cinto, llevaban los cilindros de gas (conocidos entre los hombres de las FARC-EP como 'ramplas'), mientras el resto de los guerrilleros se movían armados hacia las bases, llevando los tubos metálicos o cañones artesanales, por donde salían volando las pipetas. De su centro de operaciones en la selva iba bajando toda la artillería artesanal, así como el resto de explosivos, armas y municiones. Tras los matorrales también se ocultaban los aparatos de comunicación, el grueso del armamento y un grupo de apoyo que estaba listo para moverse al pueblo por si los frentes 1 y 7, las compañías Rondón y Teófilo Forero necesitaban apoyo en el combate. Todos los subversivos avanzaban vestidos de camuflado con una cinta de la bandera de Colombia en el pecho. Esa era la única forma de diferenciarse de militares y policías en la noche lluviosa de Miraflores, donde no hay electricidad.
En medio de los durísimos combates aviones OV 10 de la Fuerza Aérea Colombiana y helicópteros artillados del Ejército y la policía enviados desde la base aérea de Apiay en Villavicencio y San José del Guaviare, apoyaron a las tropas en tierra. Sosteniéndose en un verdadero bombardeo de pipetas, las miembros de las FARC-EP avanzaron por todos los frentes, atravesando los solares de las casas para llegar por detrás de las posiciones gubernamentales y cercaron a militares y policías que continuaban defendiéndose desde sus trincheras. Los insurgentes habían atacado también por donde terminaba la pista de aterrizaje y estaba ubicado otro puesto militar. Gritaban a los soldados "Ríndanse", "ríndanse" , a lo que estos respondieron "Acaben de una vez, h.p.". 
En la mañana del 4 de agosto, sobre las 10 horas, tres helicópteros UH-1H de la Policía sobrevolaron Miraflores y asistieron a los hombres en tierra. Sin embargo, por falta de combustible los aparatos tuvieron que regresar a San José del Guaviare. La suerte quedó echada. La descomunal fuerza del ataque doblegó las barreras de protección de la base antinarcóticos. Las minas antipersonal dispuestas preventivamente a su alrededor volaron con las descargas de las bombas y las mallas dispuestas para hacer frente a misiles y cohetes terminaron por ceder. Mallas que además resultaron ineficaces contra los cilindros cargados de explosivos que caían por encima de éstas.
Finalmente, tras 26 horas de combate, a las 4:30 de la tarde, la guerrilla copó las unidades del ejército y la policía que aún luchaban, sin refuerzos y aisladas. A esa hora la munición de las tropas regulares se había agotado. Algunos uniformados lograron camuflarse en la selva, evitando su captura pero el resto cayó rápidamente en manos enemigas incluyendo al comandante de los efectivos policiales en Miraflores, Teniente William Donato Gómez, que fue secuestrado a pesar de hallarse herido. El Capitán Rubio, que también estaba lesionado, evitó ser retenido por las FARC-EP quitándose el bigote y sus insignias para no ser reconocido. La base militar y la Antinarcóticos quedaron totalmente arrasadas. El balance no pudo ser más desastroso para la Fuerza Pública: 35 muertos, 129 secuestrados (73 soldados y 56 policías), más 176 fusiles y 12 ametralladoras pérdidas. Ha sido el mayor número de prisioneros tomados por las FARC-EP en cualquiera de sus otras acciones militares en toda su historia. Durante el ataque murieron también 3 civiles, víctimas del fuego cruzado y los cilindros bomba de la guerrilla.

## Acuerdo humanitario y Operación Camaleón
Dos uniformados secuestrados en la Toma de Miraflores fueron liberados por las FARC-EP de manera unilateral el 2 de abril de 2012: Robinson Salcedo y Luis Alfredo Moreno. El teniente coronel de la Policía Nacional William Donato y el sargento mayor del Ejército Nacional Arbey Delgado estuvieron cautivos por las FARC-EP durante 12 años, hasta ser rescatados por las Fuerzas Especiales de las FFMM de Colombia en la Operación Camaleón el 14 de junio de 2010. 
La mayoría de los uniformados secuestrados recobraron la libertad después de una liberación unilateral por parte de las FARC-EP, durante los diálogos de paz en San Vicente del Caguán, Caquetá, tras la firma del Acuerdo de Los Pozos, suscrito el 9 de febrero del 2001 entre las FARC-EP y el gobierno del presidente Andrés Pastrana. Cinco uniformados fueron rescatados el 2 de julio de 2008 tras la "Operación Jaque" del Ejército de Colombia. El 28 de noviembre de 2008, aproximadamente 50 exmilitares y policías que estuvieron secuestrados después del ataque de Miraflores, marcharon para exigir a las FARC-EP la liberación de los secuestrados y para pedir una mejor atención para enfrentar las secuelas que les dejó el haber estado secuestrados.

## Condena al Estado colombiano
El 26 de agosto de 2008, el Consejo de Estado de Colombia condenó a la Nación a pagar 3 mil millones de pesos colombianos al encontrar negligencia del estado por los daños causados a la población civil que sufrió el combate entre las FARC-EP y la Fuerza Pública en la localidad de Miraflores.
Según el expediente, "la Policía que participaron en la confrontación armada causaron muchos de los daños cuya indemnización se reclama y que en ningún momento trataron de proteger a la población civil, que era usada como escudo por el grupo armado ilegal".